# Lyngby Søndre Mølle
Lyngby Søndre Mølle er en af de to vandmøller i Kongens Lyngby (Lyngby Mølle) på Lyngby Hovedgade.
Søndre mølle er den oprindelige mølle, der omkring 1762 blev udvidet med den nordre mølle.
Lyngby Mølle nævnes første gang 1492, men kan være langt ældre[kilde mangler]. Både den nordre og søndre mølle ses på et kort tegnet af Jean Marmillod i 1765 i forbindelse med anlæggelse af Kongevejen.
Den gamle søndre møllebygning brændte i juli 1902 og blev totalt ødelagt.
Året efter blev den genopført af Dansk Gardin & Textil Fabrik i en national-romantisk byggestil med Valdemar Ingemann som arkitekt.
Denne mølle havde ikke et stort vandhjul på gavlen, men i stedet en turbine, der ikke kan ses udefra.
Fra 1950 til 1980 drev forpagter Iver Madsen møllen.
I dag er der en forretning som sælger økologiske varer (tidligere drevet af Svanholm Storkollektiv).
I modsætning til Lyngby Nordre Mølle har Søndre Mølle ikke været fredet, men i 2012 arbejdede Kulturstyrelsen med en fredning af bygningen. Lyngby-Taarbæk Kommune var dog bekymret for merudgifterne til vedligholdelsen i forbindelse med en fredning.